# 류드밀라 베를린스카야

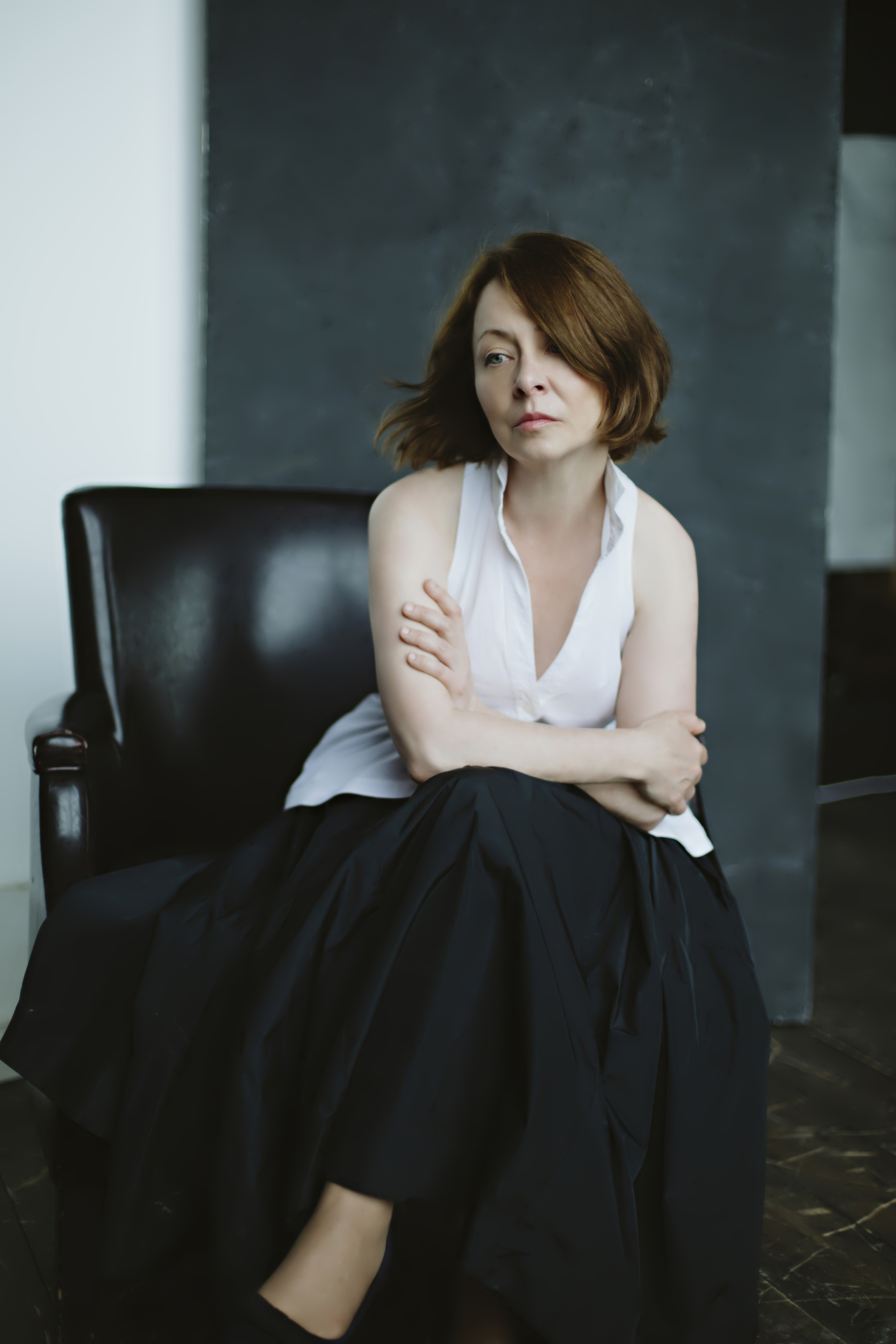
류드밀라 베를린스카야

류드밀라 발렌티노브나 베를린스카야(러시아어: Людмила Валентиновна Берлинская, 1960년 12월 30일 모스크바 ~ )는 러시아의 피아니스트이자 배우이다. 그녀는 첼리스트이자 보로딘 현악4중주단의 창설자인 발렌틴 베를린스키의 딸이다.

## 일대기
류드밀라 베를린스카야는 변호사인 어머니와 음악가인 아버지 사이에서 태어났다. 그녀의 아버지는 첼리스트이자 보로딘 현악4중주단의 창설자인 발렌틴 베를린스키이다.
그녀는 어린 시절 내내 부모님과 친분이 있었던 많은 러시아 예술가와 지식인(작곡가: 미치슬라프 와인버그, 드미트리 쇼스타코비치, 알프레드 슈니트케, 소피아 구바이듈리나; 연주자: 므스티슬라프 로스트로포비치, 다비드 오이스트라흐, 다니일 샤프란, 야코프 자크, 알렉산더 골든와이저, 야코프 플리에르. 오케스트라 지휘자: 유리 테미르카노프, 에프게니 스베틀라노프, 겐나디 로즈데스트벤스키, 드미트리 키타엔코. 화가: 아나톨리 즈베레프, 니콜라이 실리스, 바딤 시두르, 블라디미르 렘포르트, 루스탐 함다모프, 드미트리 크라스노페브체프. 작가: 알렉산드르 솔제니친. 학술원 회원: 안드레이 사하로프)을 만나는 특전을 누렸다.
류드밀라 베를린스카야는 다섯 살 때 피아노를 배우기 시작했으며 1년 뒤에 그네신 음악학교에 입학하여 안나 칸토르 반에 들어갔다. 안나 칸토르는 예프게니 키신과 니콜라이 데미덴코를 가르쳤던 것으로 특히 유명하다. 17세 때, 모스크바 음악원에서 미하일 보스크레센스키의 사사를 받기 시작했다.
14세부터 보로딘 현악4중주단과 함께 무대에서 공연했다. 15세 때 오케스트라 무대에 데뷔했으며, 알렉산더 루딘이나 알렉산더 크니아제프와 같은 재능있고 젊은 음악가들과 함께 발트 해에서 캄차카까지, 우크라이나에서 시베리아까지 소련 전역을 누비며 독주 또는 실내악 순회공연을 시작했다. 17세 때부터 유리 바쉬멧과 빅토로 트레티아코프와 같은 유명 음악가들과 협연을 했으며, 19세가 되었을 때 그녀는 이미 모스크바, 상트페테르부르크, 니즈니 노브고로드를 비롯한 문화 중심지에서 명실공히 소련 최고의 홀 무대를 오르는 연주자 반열에 올랐다.
13세 때 류드밀라 베를린스카야는 그녀의 음악 인생과 맞먹을 만큼 중요한 사건을 맞이하게 된다. 경이적인 성공을 거두어 한 세대의 상징이 된 발렌틴 셀리야노프가 감독하는 위대한 우주 여행(러시아)라는 영화에서 세 명의 주역 중의 한 명을 맡게 된 것이다. 이 영화에서 그녀는 주요 음악으로 사용된 알렉세이 리브니코프가 작곡한 두 곡의 히트송(Ты мне веришь или нет ; млечный путь)을 직접 불렀다. 지금까지 이 인기곡들은 러시아 라디오 방송에서 매우 자주 선곡되고 있다. 그 후로 류드밀라 베를린스카야는 수많은 영화의 출연 요청을 받았지만, 음악을 위해 모두 거절했다.
15세 때 류드밀라 베를린스카야는 스비아토슬라프 리히터 산하에 들어갔다. 위대한 예술가의 선택과 비호를 받게 된 그녀는 그를 영적인 아버지로 여겼으며, 그가 지닌 창조자적 기질을 전수받았다. 1970년대 말에서 1980년 초까지 그녀는 스승의 정식 페이지 터너로서 조금 특이한 명성을 얻었다.
류드밀라 베를린스카야는 스비아토슬라프 리히터로부터 개인적으로 장래 선택에 많은 영향을 받았으며 수많은 예술가(유리 보리소프, 예프게니 므라빈스키, 갈리나 울라노바, 보리스 포크로브스키, 이반 코즐로브스키, 디트리히 피셔-디스카우, 피터 슈라이어, 크리스토프 에센바흐, 블라디미르 바실리에프, 스타니슬라브 네이가우스, 나탈리아 구트만, 올렉 카간, 인노켄티 스목투놉스키 등)를 접할 기회도 얻었다.
그녀는 리히터가 푸시킨 미술관에 창시한 페스티벌에 특히 많이 참여했다. «12월의 밤» 페스티벌은 콘서트가 열리는 홀에서 푸시킨 미술관이 주관하는 전시회의 주제와 관련된 프로그램을 매년 편성한다.
그녀가 참여한 많은 페스티벌 중에서 스비아토슬라프 리히터와 함께 피아노 연탄을 연주한 1985년도 페스티벌과 브리튼이 작곡한 오페라  Le Tour d’Ecrou에서 마지막 순간에 스승을 대신하여 피아노를 연주했던 페스티벌은 특히 주목할 만하다.
콩쿠르에 잘 참가하지 않는 것으로 유명한 리히터는 류드밀라 베를린스카야에게 콩쿠르에 연연하지 말라고 조언했다. 그녀는 여러 콩쿠르에서 1등을 했지만(파리 및 피렌체 실내악 콩쿠르 최우수상, 레오나르도 상) 스승의 조언을 받들어 주요 국제 콩쿠르에 참가하지 않았다.
그녀는 리히터의 자택에서 젊은 오케스트라 지휘자인 블라디미르 지바를 만났다. 둘은 결혼하여 아들을 얻었다. 아들의 이름은 '드미트리 베를린스키' 인데 같은 이름의 바이올리니스트와 혼동하지 말아야 한다. 류드밀라 베를린스카야의 아들은 파벨 고미지아코프, 나탈리아 차코브스카야, 롤랑 피두와 함께 수학했으며 현재 전문 첼리스트로 활동 중이다.
1990년대 초, 류드밀라 베를린스카야는 두 번째 남편인 안톤 마탈레프와 함께 파리로 이주한다. 안톤 마탈레프는 안톤 4중주단에서 제1 바이올린을 맡고 있으며 에비앙 콩쿠르에서 그랑프리를 수상했다. 파리는 류드밀라 베를린스카야가 므스티슬라프 로스트로포비치와 함께 유럽에서 정기적으로 협연하기 시작한 곳이다. 파리 시청에서 첫 번째 콘서트를 거행한 후, 당시 파리 시장의 부인이었던 시라크 여사는 류드밀라 베를린스카야에게 ‘러시아 뮤지컬 살롱'이라는 페스티벌을 창시할 기회를 제공했다.
안톤 마탈레프와 류드밀라 베를린스카야 사이에는 1991년에 태어난 딸(마샤 마탈레프)이 하나 있다. 안톤 마탈레프는 2002년에 사망했다.
90년대에는 다양한 사람들을 만나면서 왕성한 콘서트 활동을 했다. 류드밀라 베를린스카야는 런던의 위그 모어 홀과 바비칸 홀, 암스테르담 콘서트, 파리의 샹젤리제 극장과 살 가보, 모스크바 음악원, 베네치아의 페니체 극장, 브뤼셀과 마드리드 왕립 아카데미와 같은 세계적으로 유명한 홀과 수많은 페스티벌에서 독주회 및 실내악 연주를 했다.
그녀는 탁월한 실내악 전문가로서 새로운 파트너들(고티에 카푸송, 앙리 데마르케트, 다비드 게랑가스, 알랭 므니에, 파벨 곰지아코프, 필립 뮬러, 도미니크 드 윌리엥쿠르, 제라르 풀레, 사라 넴타누, 제라르 코세, 장-마크 뤼사다, 프랑수아-르네 뒤샤블, 폴 메이어, 모딜리아니 4중주단, 올랜도 4중주단, 다넬 4중주단, 파인 아츠 4중주단, 상트 페테르부르크 4중주단, 아르데오 4중주단, 모라게스 5중주단 등)과  명망 높은 앙상블들의 협연 요청을 받고 있다.
류드밀라 베를린스카야는 쇼스타코비치 음악의 최고 권위자로 간주된다. 그녀는 유명한 파트너들과 함께 쇼스타코비치의 모든 피아노 실내악곡을 비롯하여 희귀한 작품이나 미발표된 작품까지 연주했다.
2001년에 그녀는 자신의 두 번째 페스티벌인 "파리 봄 뮤지컬"을 창시했다. 파리에 있는 여러 홀에서 열리는 이 페스티벌에서 공연한 여러 작품 중에서 중요한 작품을 들자면, 파리풍으로 재해석된 알렉산더 스크랴빈의 프로메테우스와 조지 발란신 이후 처음으로 파리에서 무용과 함께 공연한 풀랑크의 오바드“이다.
류드밀라 베를린스카야는 콘서트 활동과 병행하여 2006년부터 알프레드 코르토가 창설한 파리 에꼴 노르말 드 뮤직에서 학생들을 가르치고 있다.
2009년 6월, 그녀는 2008년 12월 15일에 사망한 발렌틴 베를린스키를 기리는 의미에서 '베를린스키 협회'를 설립했다.
2011년, 그녀는 남편과 프랑스 피아니스트인 아르투르 앙셀과 함께 피아노 듀오를 결성했다. 2012년 이른 봄에 «사피르 프로덕션즈»에서 그들의 첫 디스크를 발행했다. 사피르 프로덕션즈는 표트르 일리치 차이콥스키의 작품 전문이며 다수의 상을 수상했다. 세르게이 프로코피예프의 발레곡이 담긴 두 번째 앨범은 «멜로디아» 라벨을 달고 2014년에 출시되었다. 이 앨범은 소련 붕괴 후 처음으로 멜로디아에서 녹음과 연주를 전적으로 담당했다.
류드밀라 베를린스카야는 루아르 에 셰르에서 거행되는 새로운 음악 페스티벌에서 공동 예술감독을 맡고 있다. "라 클레 데 포르트(문 열쇠)" 페스티벌은 포르트 드 샹보르 기업 클럽의 추진하에 창설되었다.

## 음반
슈만: 1985년 12월 밤 - 스비아토슬라프 리히터, 보로딘 현악4중주단, 류드밀라 베를린스카야 - 멜로디아 (Мелодия)
라흐마니노프: 첼로 소나타, 보칼리제, 애가 3중주 - 발렌틴 베를린스키, 안톤 마탈레프, 류드밀라 베를린스카야
글린카: 피아노를 위한 작품, 대 6중주 - 류드밀라 베를린스카야, 보로딘, 현악4중주단, 그리고리 코발레브스키 – 유럽 아츠
슈니트케: 4 중주 3 번, 5중주, 피아노 4중주 - 보로딘 현악4중주단, 류드밀라 베를린스카야 - 버진 클래식스
멘델스존, 야나체크, 슈트라우스: 바이올린과 피아노를 위한 소나타 - 제라르 풀레, 류드밀라 베를린스카야 - 사피르 프로덕션즈
차이콥스키: 프란체스카 다 리미니, 호두까기 인형 -류드밀라 베를린스카야, 아르투르 앙셀 - 사피르 프로덕션
프로코피예프: 로미오와 줄리엣, 신데렐라 - 류드밀라 베를린스카야, 아르투르 앙셀 - 멜로디아